# Bogolo Kenewendo
Bogolo Joy Kenewendo (Botswana, 1987) és una economista i política botswanesa.
Nascuda al si d'una família de classe mitjana al poble de Motopi, no gaire lluny del delta de l'Okavango, al centre de Botswana, Bogolo, interessada en economia global, comerç internacional i desenvolupament, es va formar a la capital, Gaborone, a la Universitat de Botswana, i més tard va ampliar estudis al Regne Unit, amb un màster en economia internacional per la Universitat de Sussex a través de la prestigiosa beca Chevening, i als Estats Units amb el suport del programa de beques Young African Leaders Initiative del Departament d'Estat dels EUA.
Les seves àrees d'especialització inclouen el desenvolupament del sector financer, la mitigació de la pobresa i la política de desenvolupament industrial. També s'ha especialitzat en la política comercial i d'inversió, els marcs reguladors del comerç i la inversió, la política macroeconòmica, la gestió del deute públic i el desenvolupament de les exportacions. També és directora de projectes certificada, i clarament una panafricanista en exercici.
Com a professional de la diplomàcia econòmica i comercial amb experiència a l'Àfrica subsahariana, Kenewendop va ser sòcia d'Econsult Botswana, dirigint alguns treballs de consultoria a Botswana i altres països de l'Àfrica del Sud, després es va incorporar al Ministeri de Comerç de Ghana com a economista comercial. Kenewendo ha estat coautora i ha contribuït a molts articles, va ser comentarista freqüent sobre l'economia de Botswana i l'Àfrica del Sud, i fou presentadora d'un programa de ràdio anomenat "The Multiplier Effect". També va escriure una columna de diari anomenada "Teoria de jocs".
El seu nom es va popularitzar el 2016, quan des de l'Assemblea Nacional va iniciar una croada per obligar les escoles a proporcionar gratuïtament material sanitari per a les alumnes, ja que moltes deixaven d'anar a l'escola durant els dies del cicle menstrual.
La seva carrera en política va començar quan va ser nomenada per a un òrgan assessor principal per l'expresident Ian Khama el 2017, des del qual hauria donava suport al govern en el desenvolupament de mesures per promoure el sector privat. Aquell mateix any el president, amb una disposició de la Constitució de Botswana que permet fer al president aquests nomenaments, la va nomenar per al Parlament. Com a membre del parlament, Bogolo Kenewendo va fer campanya principalment pels nens i les dones. Un dels seus principals èxits va ser donar suport a una moció que elevava l'edat del consentiment sexual de 16 a 18 anys, amb l'objectiu combatre l'abús sexual dels joves a Botswana.
Després que Khama cedís la presidència a Mokgweetsi Masisi, el 4 d'abril del 2018, amb només 31 anys, va ser nomenada per situar-se al capdavant del Ministeri d'Inversió, Indústria i Comerç, convertint-se d'aquesta manera en la persona més jove de la història del país sud-africà que ocupava un càrrec ministerial. Durant la seva etapa com a ministra, Bogolo va implementar reformes per facilitar l'obertura de negocis, va digitalitzar l'economia i es va convertir en exemple de lideratge. Després del pas per la política, l'any 2022 va ser nomenada directora per a Àfrica i consultora especial del grup contra el canvi climàtic de les Nacions Unides.
Bogolo Kenewendo també és membre del Grup d'Alt Nivell sobre Cooperació Digital, creat i dirigit pel secretari general de l'ONU, António Guterres. El panel, presidit per Melinda Gates i el fundador d'Alibaba, Jack Ma, té com a objectiu avançar la col·laboració internacional en l'era digital.
L'any 2022 va ser nomenada com una de les 100 personalitats del futur per la revista Time,